# Кси
Ξ, ξ (название: кси, греч. ξι, др.-греч. ξῖ) — 14-я буква греческого алфавита. В системе греческой алфавитной записи чисел имеет числовое значение 60. Происходит от финикийской буквы 𐤎 — семк. От буквы кси произошли одноимённая кириллическая буква Ѯ (кси), ныне используемая только в церковнославянском языке, и латинская X. В греческом языке буква кси передаёт звук [ks].

## Использование
Строчной ξ обычно обозначаются:
- Случайная величина.
- Коэффициент местного сопротивления трубопровода в гидравлике.
- Средний логарифмический декремент энергии на одно столкновение при замедлении нейтронов в теории ядерных реакторов.
- Точки интегрального разбиения.

Заглавной Ξ обычно обозначают:
- Кси-гипероны.
- Криптовалюта эфир платформы Ethereum.
- Кси-функция Римана[англ.].
- Ξ-функция Хариша-Чандры[англ.].